# Roman Sokol
Roman Sokol (* 22. března 1958) je bývalý český fotbalista, záložník.

## Fotbalová kariéra
Odchovanec Pardubic. Hrál za VTJ Písek, Škodu Plzeň, Slavii Praha, Dynamo České Budějovice, RH Cheb a FK Jablonec. V české a československé lize nastoupil v 231 utkáních.

## Ligová bilance
| Ročník                                   | Zápasy | Góly | Klub                    |
| ---------------------------------------- | ------ | ---- | ----------------------- |
| 1. československá fotbalová liga 1979/80 | 30     | 3    | Škoda Plzeň             |
| 1. česká národní liga sk. A 1980/81      |        |      | Škoda Plzeň             |
| 1. česká národní liga 1981/82            | 29     |      | Škoda Plzeň             |
| 1. česká národní liga 1982/83            | 28     |      | Škoda Plzeň             |
| 1. československá fotbalová liga 1983/84 | 27     | 1    | Slavia Praha            |
| 1. československá fotbalová liga 1984/85 | 27     | 2    | Slavia Praha            |
| 1. československá fotbalová liga 1985/86 | 15     | 0    | Slavia Praha            |
| 1. československá fotbalová liga 1986/87 | 29     | 8    | Dynamo České Budějovice |
| 1. československá fotbalová liga 1987/88 | 27     | 0    | RH Cheb                 |
| 1. československá fotbalová liga 1988/89 | 28     | 5    | Škoda Plzeň             |
| 1. česká národní liga 1993/1994          |        |      | FK Jablonec             |
| 1. česká fotbalová liga 1994/95          | 27     | 4    | FK Jablonec             |
| 1. česká fotbalová liga 1995/96          | 21     | 2    | FK Jablonec             |
| CELKEM                                   | 231    | 25   |                         |